# 三低
三低（さんてい）とは、結婚の際に条件となる3要素「低姿勢・低依存・低リスク」の略である。
低姿勢
女性に対して、また全般に丁寧・威圧的でない等の真摯な態度、女性やほかのひとを尊重する姿勢。
低依存
家事や身の回りの諸事をパートナーに頼らない。
低リスク
リストラや事故・事件等に巻き込まれることの少ない職種および、手に職（スキル）や資格・免許を持っている。危険に挑戦することを回避し、人生何事も穏やか第一で、良い意味で事なかれ主義を通せる人。（例：教員・公務員・職人）